# Sarothrura lugens
Il rallo testarossa, codapiuma testacastana o schiribilla testacastana (Sarothrura lugens (Böhm, 1884)) è un uccello africano della famiglia dei Sarotruridi.

## Distribuzione e habitat
Vive in Angola, Camerun, Repubblica Democratica del Congo, Gabon, Malawi, Ruanda, Tanzania e Zambia.